# Mike Burton
Michael Jay Burton, conegut com a Mike Burton, (Des Moines, Estats Units,  3 de juliol de 1947) és un nedador estatunidenc, ja retirat, guanyador de tres medalles olímpiques.
Va participar, als 21 anys, en els Jocs Olímpics d'Estiu de 1968 celebrats a Ciutat de Mèxic (Mèxic), on va aconseguir guanyar la medalla d'or en les proves de 400 metres lliures i 1500 metres. En els Jocs Olímpics d'Estiu de 1972 realitzats a Múnic (Alemanya Occidental) aconseguí revalidar el seu títol olímpic en els 1500 metres realitzant un nou rècord del món, esdevenint així el primer nedador a aconseguir-ho.
Al llarg de la seva carrera aconseguí guanyar tres medalles en els Jocs Panamericans, entre elles una d'or.